# Alansmia reclinata
Alansmia reclinata là một loài dương xỉ trong họ Polypodiaceae. Loài này được Brack. Moguel & M. Kessler mô tả khoa học đầu tiên năm 2011.